# Élisabeth Revol
Élisabeth Revol (ur. 29 kwietnia 1979 w Crest) – francuska alpinistka i sportowiec, nauczycielka wychowania fizycznego.

## Życie prywatne
Pochodzi z departamentu Drôme, mieszka w Saou. Pracuje jako nauczycielka. Początkowo uprawiała gimnastykę, w wieku 19 lat za namową rodziców wybrała wspinaczkę. Wspina się po ekstremalnych drogach, bez butli z tlenem i pomocy tragarzy, często zupełnie sama. Jest na diecie bezglutenowej i pozostaje abstynentką.

## Kariera i wyprawy
W 2006 roku wyjechała do Boliwii wraz z kadrą narodową Francji, gdzie zdobyła 9 szczytów. W kolejnym roku po raz pierwszy wspinała się po Karakorum i Himalajach, w ciągu 16 dni zdobywając bez butli tlenowej samotnie Broad Peak, Gaszerbrum I i Gaszerbrum II – została pierwszą kobietą, która tego dokonała. W kwietniu 2009 roku próbowała zdobyć Annapurnę, jednak podczas schodzenia ze szczytu zaginął jej partner Martin Minarik, a ona sama wyczerpana i z odmrożeniami została przetransportowana do szpitala helikopterem. Po tym wypadku na 4 lata zaprzestała wspinaczki i od 2009 do 2013 należała do Team Lafuma, grupy, która brała udział w rajdach przygodowych, zdobywając m.in. mistrzostwo Europy w 2012 roku.
Do wspinaczki powróciła w 2013 roku, od 2014 wspinała się z Tomaszem Mackiewiczem. Wspólnie usiłowali wejść 17 stycznia 2015 na Nanga Parbat, ale warunki pogodowe powstrzymały ich na wysokości 7800 metrów. Ponownie próbowali zdobyć Nanga Parbat w styczniu 2016 roku.
Rok 2017 w całości poświęciła na wspinaczkę po Himalajach, biorąc roczny urlop. W styczniu 2017 próbowała samodzielnie zdobyć szczyt Manaslu. 20 lub 22 maja 2017 roku weszła samotnie i bez butli tlenowej na Lhotse. 27 maja tego samego roku próbowała wejść również bez butli tlenowej na Mount Everest, ale ze względu na złą pogodę doszła do wysokości 8500 metrów.
W styczniu 2018 ponownie próbowała wejść razem z Tomaszem Mackiewiczem na Nanga Parbat. Według kilku źródeł (osób koordynujących akcję ratunkową przeprowadzaną podczas zejścia) zdobyli szczyt. Warunki pogodowe pogorszyły się. Podczas schodzenia Mackiewicz zapadł na chorobę wysokościową oraz ślepotę śnieżną i pozostał sam na wysokości ok. 7300 metrów. Na ratunek wspinaczom wyruszyli członkowie polskiej Zimowej Wyprawy Narodowej na K2 – m.in. Adam Bielecki, Denis Urubko, Piotr Tomala i Jarosław Botor. Revol pomimo odmrożeń stóp rozpoczęła samotne schodzenie, aby dotrzeć do grupy i helikoptera, który nie mógł wylądować tak wysoko. Ekipa ratunkowa odnalazła ją i rozpoczęła sprowadzanie jej z wysokości około 6000–6100 metrów. Niedostateczna liczba ratowników, bardzo niekorzystne prognozy pogody i wymagający natychmiastowej pomocy stan zdrowia Revol udaremniły dalsze próby ratowania Mackiewicza. Zgodnie z relacją ocalałej, samopoczucie Polaka w momencie rozstania nie dawało nadziei, aby dotrwał do przybycia ratowników: bardzo masywne odmrożenia, niezdolny do samodzielnego przemieszczania się, brak logicznego kontaktu, zaawansowana choroba wysokościowa. Akcja ratunkowa odbiła się szerokim echem w polskich i zagranicznych mediach i została doceniona za postawę uczestników.
Elisabeth Revol swoją historię opisała w książce Vivre. Ma tragedie au Nanga Parbat, która miała premierę 16 października 2019 roku we Francji. Pozycja została przetłumaczona na język polski przez Anastazję Dwulit i wydana 22 stycznia 2020 roku pod tytułem: Przeżyć. Moja tragedia na Nanga Parbat.